# Championnats du monde de tir 1928
Navigation
Édition précédente Édition suivante
Les championnats du monde de tir 1928 sont la vingt-cinquième édition des championnats du monde de tir. Ils ont eu lieu à La Haye, aux Pays-Bas.